# カルコット・マタスケレケレ
カルコット・マタスケレケレ（Kalkot Mataskelekele、1949年 - ）は、バヌアツ共和国の政治家。同国大統領（第7代）。
首都ポートビラに生まれ、最初は弁護士であった。同国初の大学を出た国家元首である。2004年8月16日、議会と地方の首長で構成される選挙人団によって選出され、同日付で第6代大統領に就任した。2004年4月に行われた大統領選挙でもエドワード・ナタペイ首相の支持を受けて候補者となったが、選挙人団による数回の選抜の結果、アルフレッド・メイセンに敗れた。しかし、メイセンが告発を受けた後、議会による選挙を経て、2004年8月16日に選挙が行われた。マタスケレケレの勝利が予想されていたが候補者の数も多く、ウィリー・デヴィッド・ソウルやドナルド・カルポカス元首相などの強敵がいた。最終投票でカルコットは49票対7票でソウルに勝利した。
| 公職                           | 公職                                    | 公職                                     |
| ------------------------------ | --------------------------------------- | ---------------------------------------- |
| 先代 ジョシアス・モリ （代行） | バヌアツ共和国大統領 第7代：2004 - 2009 | 次代 マキシム・カルロ・コーマン （代行） |